# Bronisław Kotlarski
Bronisław Kotlarski (ur. 14 września 1893 w Kębłowie, zm. 21 października 1939 w Lesznie) – powstaniec wielkopolski, oficer Wojska Polskiego, kupiec, radny miejski.

## Życiorys
Urodził się 14 września 1893 w Kębłowie (ob. powiat wolsztyński), syn Stanisława i Jadwigi z d. Biskupskiej. Żonaty z Marią z d. Baer, z którą miał czworo dzieci. Brał udział w powstaniu wielkopolskim, gdzie pełnił funkcję dowódcy drużyny kębłowskiej, później plutonowy kompanii, w końcu dowodzący „Kompanią Kotlarskich”. 16 września 1919 został mianowany chorążym .
W 1920, jako żołnierz Wojska Polskiego uczestniczył w wojnie polsko-bolszewickiej, odznaczony Krzyżem Walecznych, podporucznik rezerwy Wojska Polskiego. Kupiec i działacz Zrzeszenia Samodzielnych Kupców Chrześcijańskich w Lesznie. Jeden z założycieli Banku Ludowego w Lesznie, należał do Towarzystwa Ziem Zachodnich, Związku Powstańców i Wojaków, Klubu Kręglarzy „Merkur”. Prezes Okręgowy Towarzystwa Gimnastycznego „Sokół” na południowo-zachodnią Wielkopolskę. 11 listopada 1938 został mianowany podporucznikiem rezerwy .
Zmobilizowany w sierpniu 1939 do 60 pułku piechoty wielkopolskiej, wziął udział w kampanii wrześniowej.
Został wytypowany jako jeden ze „szczególnie niebezpiecznych dla Rzeszy” (niem. „Sonderfahndungsbuch Polen”) przez V kolumnę miejscowych Niemców. Internowany z grupą zakładników, a następnie rozstrzelany podczas publicznej egzekucji  przeprowadzonej w ramach Operacji Tannenberg pod murem więzienia w Lesznie. Według odpisu niemieckiego wykazu wydanych kar śmierci Bronisław Kotlarski w rubryce zawierającej informacje obciążające wpisane ma: Pierwszy Prezes Związku Sokolego.
Pochowany w nieoznakowanej zbiorowej mogile, poza murem cmentarnym na alei do Borowej Karczmy. W każdą rocznicę egzekucji, pod  tablicą (odsłoniętą 21.X.1945)  upamiętniającą to wydarzenie odbywa się uroczysty Apel Poległych. 21 października 1986 odsłonięto tablicę z nazwiskami ofiar mordu na zbiorowej mogile.

## Ordery i odznaczenia
- Krzyż Niepodległości – 19 czerwca 1938 „za pracę w dziele odzyskania niepodległości”[10], zamiast uprzednio (8 listopada 1937) nadanego Medalu Niepodległości[11]
- Krzyż Walecznych[12]